# تورنو پریلک
تورنو پریلک (به آلمانی: Turnow-Preilack) یک شهر در آلمان است که در براندنبورگ واقع شده‌است.

## خصوصیات
تورنو پریلک ۳۸٫۰۲ کیلومترمربع مساحت دارد ۵۹ متر بالاتر از سطح دریا واقع شده‌است.